# 증오범죄
증오범죄(憎惡犯罪), 또는 혐오범죄(嫌惡犯罪)는 가해자가 인종, 성별, 국적, 종교, 성적 지향 등 특정 집단에 증오심을 가지고 그 집단에 속한 사람에게 테러를 가하는 범죄 행위를 말한다. 영어로는 헤이트 크라임(영어: hate crime)이라 부른다. 증오 집단 가운데 가장 큰 규모는 KKK단이며, 18세기 미국 사회에 만연했던 사형(私刑)의 악습이 이어져 내려왔다는 분석도 있다.
증오범죄의 원인에 대해서는 세상에 대한 증오로 보는 의견이 있으며 편견에서 기인하는 것이라 보는 의견이 있다.

## 참고 문헌
- 김지영; 이재일 (2011년 12월). “증오범죄의 실태 및 대책에 관한 연구”. 《형사정책연구원 연구총서》: 19-310.

## 같이 보기
- 증오언설
- 분할통치
- 살라미 기술
- 심리전
- 아스트로터핑
- 인신 공격의 오류
- 정체성 정치
- 증오언설
- 포크배럴
- 흑색선전